# 谢重光
谢重光（1947年1月—），福建武平客家人，客家研究學者。福建師範大學社會歷史學院教授。
北京師範大學歷史學博士（1987），碩士至博士治魏晉隋唐的佛教社會史。博士畢業後，由於李登輝主政台灣帶來新的陸台關係，以及侨务工作需要，大陸客家研究热潮兴起，1993年起他改治客家史。代表專著有1995年《客家源流新探》、2008年《客家文化述論》。

## 文獻
1. ↑  杨际平. . 《教育评论》. 1997, (4)  [2020-08-22]. （原始内容存档于2020-08-22）.
2. ↑  谢重光. . 《中国社会科学报》. 2014-03-14  [2020年8月22日]. （原始内容存档于2020年8月21日）.
3. ↑  謝重光. . 中國社會科學出版社. 2008年12月.，作者在2014年總結該書結論於谢重光 2014